# Peter Rice (ingénieur)
Pour les articles homonymes, voir Peter Rice et Rice.
Peter Rice est un ingénieur irlandais, né le 16 juin 1935 à Dundalk et mort le 25 octobre 1992 à Londres.

## Œuvre
Grand spécialiste des structures en acier, il a participé à de nombreux projets qui font référence dans le monde de l'architecture, notamment :
- le « nuage » de la grande Arche de la Défense à Paris[1] ;
- le centre national d'art et de culture Georges-Pompidou à Paris (en particulier les gerberettes) ;
- la cathédrale Notre-Dame-de-la-Treille à Lille ;
- l'opéra de Sydney en Australie ;
- les verrières de la gare de Roissy Aéroport Charles-de-Gaulle II en Île-de-France ;
- la tour de la Liberté montée dans un premier temps au jardin des Tuileries.